# 정형근
정형근(鄭亨根, 음력 1945년 7월 26일 ~ )은 대한민국의 검사 출신 법조인이며, 제15·16·17대 국회의원을 역임한 정치인이다. 본관은 해주(海州)이며, 경상남도 거창군 출생이다.
1970년 대학원 재학 중 사법시험 합격 후 지방검찰청에서 검사로 복무하였으며, 부산지방검찰청, 강릉지방검찰청, 수원지방검찰청, 청주지방검찰청, 서울지방검찰청 등에서 검사로 활동했다. 1983년에는 안기부에 특채되어 안기부의 대공수사국장, 제2차장보 등을 역임했다. 그 뒤 지방자치선거 시일을 미루자고 한 주장이 문제가 되어 국정원 1차장에 이르러 사직서를 제출하였다. 1995년 신한국당 부산북구위원장이 되고 1996년 신한국당 공천으로 정계 입문한 이래 한나라당에서 활동했으며 내리 3선 의원을 역임하였다. 안기부 등에서 근무하는 동안 고문 전력에 대한 의혹이 제기되어 있다. 2008년에는 국민건강보험공단 이사장을 역임했다.
1992년 북한 조선로동당의 남파 조직인 조선로동당 남한지부의 중부지국을 적발하여 화제가 되기도 했다. 그러나 박종철 고문 치사 사건에 관련되었다는 의혹도 받고 있다. 또한 번역문학가로 구미의 서적을 번역하여 소개하기도 했다. 호는 송산(松山).

## 생애

### 생애 초반

#### 초기 활동
경남 거창군 마리면 영승리에서 태어났다. 1964년 경남고등학교를 졸업하고 서울대학교 법과대학 법학과로 진학하여 서울로 올라왔다.
학창시절에는 학생운동에 참여하여 서울대학교 총학생회장을 맡기도 했다. 1968년 서울대학교 법과대학 법학과를 졸업하고 대학원에 진학했다. 서울대학교 대학원에 진학하여 법학, 국제법학을 전공하였으며, 대학원 재학 중 1970년 제12회 사법시험에 합격하였고, 서울지방검찰청 검사시보를 거쳐 부산지방검찰청 검사가 되었다. 1973년 군에 입대하여 육군 육군 법무관(중위)로 복무하고 대위로 예편하였다.

#### 검사, 관료 생활
1975년부터 부산지방검찰청 검사가 되고 같은 해 서울대학교 대학원 법학국제법학 석사를 받았다. 이후 부산지검에서 근무하며 다시 미국 유학, 1980년 미시간 대학교 대학원 법학형사법학 석사를 받았다. 그후 1년간 미국국립소방학교를 수료하고 1981년에 귀국하였다. 귀국 후 82년 서울지방검찰청 검사가 되고 강릉지방검찰청, 수원지방검찰청, 춘천지방검찰청, 청주지방검찰청, 서울지방검찰청 등에서 검사로 근무했다.
1983년 안기부 대공수사국 법률담당관이 되었으며, 1983년에 안기부에 파견된 뒤 국가안전기획부 대공수사국에서 활동한다. 84년 안기부 제1차장실 법률담당보좌관이 되고 안기부 대공수사국에 특채되었으며, 안기부 대공수사국 재직 시 옮겨 굵직한 대공사건을 처리했다. 안기부에서 근무하는 동안 고문을 직접 지시하는 등 강압적으로 공안사건을 처리한 경력이 있다. 이런 이유로 훗날 2000년대에 와서 총선시민연대에서 낙선 대상자로 지목하기도 했다. 85년 안기부 대공수사국 수사2단장, 그후 안기부 1국장과 대공수사국장을 거쳐 1989년 평화민주당의 서경원 국회의원의 무단 방북사건의 수사를 지휘했다. 이때 그는 서경원을 심문했는데 서경원은 김일성의 손금을 그려왔다며 김일성의 손금을 그려 화제가 되기도 했다. 91년 3월에는 사로맹사건의 수사를 지휘하였다.

### 안기부, 국정원 활동
1988년 6월 안기부 대공수사국장이 되고 1991년 국가안전기획부 고등검찰관, 1992년 3월에는 안기부 대공수사국장 겸 안기부 제2차장보(수사차장보)에 임명되었다. 이 무렵 그는 학생운동권의 이적행위를 지적, 비판했다가 문익환의 부인 박용길 등에게 고소당하기도 했다. 그는 당시 박용길의 변호사인 천정배를 직접 상대하였다. 그는 안기부 재직 중에도 대학원을 다녀 1991년 서울대학교 대학원에서 법학박사 학위를 받았다.
1992년에는 대한민국 내 친북 조직인 남한조선노동당을 수사하여 그해 10월 조선로동당 남한지부 중부지역당 세포들을 일망타진하기도 했다.(남한조선노동당 사건)
1993년 3월 25일 안기부 직제조정으로 차장보 직이 폐지되면서 대공수사국장으로 내려앉았다. 그뒤 안기부 1실장(기획판단실장)을 거쳐 1994년 12월 안기부 제1차장이 되었다. 그러나 안기부 지방선거 연기 여론 조사 파문과 관련, 그가 작성한 지방선거 연기검토 문건이 문제가 되자 1995년 2월 24일 사직서를 제출하였다. 민주당은 한편 선거에 개입했다는 이유로 당시 1국장이던 그와 차장 황창평을 고소하기도 했다. 95년 8월 신한국당에 입당하였다.

### 정치 활동

#### 정치 활동 초반
1995년 11월 신한국당 부산시 북구지구당 위원장이 되었다. 1996년 제15대 국회의원 총선거에서 부산 북·강서갑 지역구에 신한국당 공천으로 출마, 당선되어 3선 의원을 지냈다. 신한국당이 한나라당으로 명칭을 바꾸자 그대로 한나라당에 줄곧 있었다. 한편으로 그는 북한 및 종북세력 등에 대한 비판과 안보 강연 등을 꾸준히 해 왔고, '한총련 사태와 정부와 국민의 대응방안'이라는 논문을 발표하기도 했다. 15대 국회에서는 1996년 4월 국회 법사위원회 위원, 국회 정무위, 보건복지위, 정보위원회 위원, 국회 예결심의위원회 위원으로 활약하였다. 1996년 5월 신한국당 정세분석위원장이 되었다.
1997년 2월 그는 대한민국 국내에 간첩이 있다는 주장을 하면서 동시에“황장엽리스트에 김대중씨 주변 인물이 포함돼있다”고 언급하여 논란이 되기도 했다. 1997년 8월에는 오익제 월북사건에 대해 새정치국민회의를 비롯한 야당의 관여 의혹을 제기하고 수사를 촉구하기도 했다. 1998년 2월에는 BBS기금사건관련 명예훼손으로 피소당했으나 무혐의처분을 받았다. 1999년에는 국정원의 언론대책문건을 폭로하였다. 그러나 국정원 언론대책문건을 폭로하자 그에게는 '죽여버리겠다. 가족들을 몰살시키겠다'라는 등의 전화협박에 시달리기도 했다.

#### 유엔 인권위원회 참석

##### 유엔 인권위 참석결정과 야당, 시민단체의 반대
1999년 4월 17일부터 4월 23일 유엔 인권위원회에 참석하였다. 그는 민간단체(NGO) 대표 자격으로 유엔인권위원회에 참석(4월 17일-23일), 한국인권상황에 대한 기조연설을 하였다. 4월 15일 한국인권단체협의회(상임대표 임기란, 이하 인권협)는 성명을 발표, "정형근 의원의 유엔 인권위원회 참석은 인권과 인권운동에 대한 모독이기에 절대 반대한다"며, "정 의원이 과거 잘못에 대한 정중한 사죄와 용서를 빌어야 함에도 불구하고 자신이 무슨 인권옹호자나 피해자인 양 국제사회에 나가 진실을 호도하는 것을 묵과할 수 없다"고 반대했다. 그러나 정형근은 출국을 강행하였다.
이에 4월 15일 한국인권단체협의회(상임대표 임기란, 이하 인권협)는 성명을 발표, "정형근 의원의 유엔 인권위원회 참석은 인권과 인권운동에 대한 모독이기에 절대 반대한다"며, "정 의원이 과거 잘못에 대한 정중한 사죄와 용서를 빌어야 함에도 불구하고 자신이 무슨 인권옹호자나 피해자인 양 국제사회에 나가 진실을 호도하는 것을 묵과할 수 없다"며 맹비난을 가했다. 인권협은 "그는 결코 인권을 입에 담을 수 없는 인물로 이미 법정에서 정의의 심판을 받았어야 했다"며 "정 의원이 일정대로 유엔 인권위원회에 참석한다면 제네바 현지에서 세계 인권 단체들과 함께 정 의원의 기조연설을 행동으로 저지하고 그가 인권가해자임을 국제사회에 널리 알리도록 하겠다"고 밝혔다.
천주교정의구현사제단과 인권운동사랑방 등 19개 인권.시민단체들은 4월 16일 오전 서울 종로5가 기독교연합회관에서 기자회견을 열어 최근 논란이 되고 있는 한나라당 정형근(鄭亨根) 의원의 제네바 유엔 인권위원회 참석을 실력 저지키로 했다 며 정형근의 출국을 막으려 노력했다. 참석자들은 "정의원은 과거 공안검사와 안기부 차장 등으로 재직하면서 박종철 고문치사사건을 비롯, 각종 공안사건을 조작하고 고문을 일삼았던 인물"이라면서 "그는 회의참석 대신 자신의 잘못을 진심으로 반성하고 용서를 빌어야 한다"고 주장했다.
당시 새정치국민회의는 정동영 대변인의 논평을 통해 "정형근 의원이 대표한다는 NGO는 한국의 NGO가 아닌 미국의 민간단체인 국제교육발전위원회로 밝혀졌다"며 "정형근 의원은 한국의 NGO를 대표해서 유엔에 가는 것이 아니라, 미국의 NGO 회원자격으로 유엔에 가는 것"이라고 밝혔다. 국민회의는 또 "정형근 의원은 지금까지 국제교육발전위원회에 회원으로 가입한 적도, 활동한 경력도 없다"며 "교육과 무관하고 관심조차 없던 사람들이 유엔에 가기 위한 편법으로 회원자격을 급조한 것"이라고 비난했다.

##### 출국
4월 17일 그는 출국을 강행하고, 이에 대해 야당과 인권단체들이 강력히 비난하고 나섰다. 정의원은 이날 오후 이신범(李信範) 김영선(金映宣)의원 등 동료의원 2명과 함께 김포공항을 통해 유엔 인권위가 열리고 있는 스위스 제네바로 떠났다.
국민회의 정동영(鄭東泳)대변인은 이날 논평을 통해 "세간의 비판여론에 귀를 막은 채 정치적 계산에 따라 정의원이 출국을 감행한 것은 그의 개인적 불행일 뿐아니라, 정의원으로 대표되는 한나라당의 인권의식과 양심불량 상태를 증명해주고 있다"고 맹공을 퍼부었다. 정대변인은 "정의원이 한국 비정부기구(NGO)대표가 아니라, 미국 NGO대표 자격으로 국제무대에 서는 것으로 볼 때 그의 정체성이 의심스러울 뿐아니라, 수단과 방법을 가리지 않고 정부를 흠집내려는 하는 정치적 의도가 엿보인다"고 비난했다. 자민련 이미경(李美卿)부대변인도 논평을 통해 "인권탄압 전력 의혹을 받고 있는 사람이 유엔 인권위에 참석한다면 그 자격과 신뢰성을 의심받을 수 있다"고 비난한 뒤 "정의원이 인권위 참석을 위해 출국한 이상 이번 기회에 인권의 진정한 의미를 되새기는 계기가 되기를 바란다"고 `충고'했다.
그러나 그는 스위스 제네바까지 쫓아온 야당과 학생운동권 인사들의 반발과 방해를 기적적으로 따돌리고 인권위원회 회의장에 들어가 김대중 정권의 야당 탄압, 도청 등을 폭로하고 인권 탄압을 주장하였다.

##### 회의장 참석
제네바로 날아간 정형근은 "현 정부의 인권 침해를 고발하겠다며 유엔 인권위에 참석하였다." 첫날 그는 "유엔 인권위에 참석했으나 정작 아무 발언도 하지 못했다. 당시 정형근은 귝제교육개발협회(IED)의 회원 신분이었다. 한편 민주사회를 위한 변호사 모임의 한 관계자는 "이신범 의원이 미국 체류 당시 참여했던 이 기구에 정 의원의 이름을 올려 편법으로 유엔 출입증을 받았다."고 분통을 터뜨렸다.
정형근에게 고문을 당했다고 주장한 방양균과 설전하였다. 20~21일 이틀간 회의장에서 마주친 이들은 각국의 인권단체 대표들이 지켜보는 가운데 "고문기술자가 유엔 인권위에 참석하는 것이 말이 되느냐(방양균)?". "내가 고문했다는 증거가 있으면 대라. 당신을 고소하겠다.(정형근)"며 언성을 높였다. 그러나 회의장 앞에까지 나타난 시민단체 회원들을 따돌리고 회의장에 들어가는데 성공하였다. 그리고 그는 김대중 정부의 야당 탄압과 도청, 사찰을 폭로하였다.
정형근의 폭로에 이어 이신범의 폭로도 있었다. 이신범은 국풍과 고문 논란, 국회 529호실 문제 등 야당 탄압 문제를 집중적으로 거론하였다. 정형근과 이신범의 폭로로 국제사회에서는 대한민국의 야당 탄압에 대해 의혹을 제기하기 시작하였고, 한국의 반미단체들에 대한 미국, 일본 인사들과 교포들의 비판이 쏟아지기 시작했다. 동시에 미국의 인권단체들이 한국에 관심을 갖고, 북한 문제에까지 관심을 갖는 계기가 되었다. 한편 정형근은 회의 첫날 인권위 회의장에서 방양균과 입씨름을 벌이다가 다른 참가자들의 눈총을 받기도 했다.

#### 옷 로비 청문회
1998년 11월 한나라당 기획위원장이 되었다. 1999년 4월에는 유엔 인권위원회에 참석, 당시 집권당인 새정치국민회의와 김대중 정권이 야당을 탄압한다는 주장을 하여 화제가 되었다. 1999년 범죄신고자보호법의 틀을 작성하고 대표 의원으로 발의하였다. 또한 사건 제보자들에 대한 보호 대책을 국회에 올리기도 했다. 1999년 8월에는 당시 정관계 인사들의 부인을 상대로 로비를 한 디자이너들의 옷로비 사건의 청문회를 주도하여 청문회 스타가 되기도 했다.
'옷로비 사건'에 대한 국회 청문회에서는 사직동팀(경찰청 조사과) 조사자료를 인용해 증인신문을 벌이는 등 정보수집력을 보여주었다. 그러나 그는 최근 옷로비 청문회 당시 `라스포사가 만든 팸플릿'이라며 A4용지를 들고 나왔다가 라스포사 사장 정일순씨로부터 `사실이 아니다'라는 항의를 받았으며 감사원 국정감사에서는 `94년 빠찡꼬 수사'와 관련해 감사원 국장의 실명을 거론했다가 `사실 확인이 안됐으니 없던 것으로 하자'며 질의를 취소하기도 했다.
한편 청문회장에서 앙드레 김의 본명이 확인되어 폭소꺼리가 되기도 했다. 앙드레 김이 "앙드레 킴입니다"라고 답변하자 목요상 법사위원장이 본명을 얘기하라고 말했고, 김씨가 "김봉남입니다"라고 대답하는 순간 방청석에서는 폭소가 터졌다.
| “ | - 정형근 위원：김봉남씨! - 앙드레 김：예. - 정형근 어떻게 해서 앙드레 김이란 이름을 갖게 되셨습니까? - 앙드레 김：제가 60년도부터 디자인 공부를 하고 있을 때 프랑스 대사관의 외교관께서 세계적인 디자이너가 되기 위해서는 한국의 성은 간직해도 이름은 부르기 쉬운 이름으로 앙드레라고 하면 어떻겠느냐 해서 앙드레 김으로 되었습니다. - 정형근：잘 하셨네요. 12월16일 앙드레 김씨가 하고 있는 가게에 연정희씨가 왔지요? - 앙드레 김：예. …(중략)… - 정형근：같이 간 사람이 밝힌 바에 따르면 검은색 투피스와 브라우스 한 세트, 베이지색 투피스와 브라우스 한 세트, 총 두 세트를 연정희씨가 맞추었는데 한 세트에 200만원 이상 가는 세트라고 분명히 이야기하고 있습니다. - 앙드레 김：그런데 그것은 정말 전혀 아닙니다. - 정형근 : 전혀 아닙니까? - 앙드레 김 : 예. 그리고 저희 의상은 저희 지점의 대리점인 부산 롯데백화점에도 있습니다. 그쪽을 체크해 보셔도 아시지만 가격이 다 같습니다. - 정형근 : 연정희씨는 어느 정도 단골입니까? - 앙드레 김 : 95년도쯤 다녀가시고 그후에 처음 오신 것이고 저희가 뵙기로는 영동 세브란스병원에서 1년에 한번씩 하는 근육병 환자를 위한 자선의 밤 행사…. | ” |

그는 앙드레 김에게 앙드레 김이라는 예명을 갖게 된 경위를 질문하며 폭소가 된 청문회장을 수습했다. 그러나 그가 처음 김봉남씨 라고 했을 때 방청석은 다시한번 폭소가 되기도 했다.

#### 송두율 의혹 폭로 사건
2003년 10월에는 송두율이 북조선의 간첩이라는 의혹을 제기하였다. 
이날 오전 질의자로 나선 정형근 한나라당 의원은 "북핵 문제와 관련 중국 공산당의 목소리와 북한의 목소리와 일부 운동권 출신 국회의원의 목소리가 똑같다는 것에 놀랐다"며 "국회의원들이 행여 개인적으로 북한에 초청 받아 가는 것은 위험하다"고 운동권 출신 국회의원에 대한 색깔론을 제기했다. 또한 그는 "강금실 법무부 장관이 지난 88년 부산지법 판사 시절, 출판사 사장인 전 남편이 국가보안법 위반으로 구속되니까 국보법을 폐지해야 한다는 내용의 진정서를 `판사' 직함을 달아 제출해 검찰 공안부가 발칵 뒤집혔다"며 "그런 사상을 가진 분이 한총련 수배 해제하고, (송두율 교수가) 정치국 후보위원이면 어떠냐고 해 검찰이 처리를 못하고 있으므로 강 장관을 해임 건의해야 한다"고 주장했다.
오후 질의자로 나선 안영근 통합신당 의원은 '색깔론'을 들고 나온 정 의원과는 달리 '빨간 색안경'을 쓰고 나와 이목이 집중됐다. 안 의원은 대정부질문에 앞서 "최근 들어 근거 없는 폭로와 '색깔론'에 대해 지적하지 않을 수 없다"고 말문을 연 뒤 한나라당 의원들이 제기한 '통합신당 창당 모금설'과 김무성 의원이 제기한 유시민 개혁당 의원의 '베이징 북한 대사관 방문설'을 비판했다. 또한 그는 "(근거 없는 색깔론을 들고 나와) 끊임없이 거짓말을 하고 있는데, 사실 무근으로 밝혀지면 대국민 사과를 하거나 국회의원을 그만둬야 한다"며 "면책특권의 그늘 아래서 곤충처럼 서식하는 것이 국회의 부끄러운 모습"이라고 성토했다. 그런 뒤 안 의원은 호주머니에서 빨간색 색안경을 꺼내들었다. 그는 색안경을 쓰고서 "빨간 색안경을 쓰면 모두 간첩으로 보인다"며 색깔론을 제기한 일부 의원들의 행동에 대해 비판했다.
10월 20일 오전 국회 통일·외교·안보분야 대정부질문에서 정형근 한나라당 의원은 송두율 교수 사건과 관련 "송두율씨는 간첩이고 금년 3월에도 평양에 갔다왔고, 지난 9월 9일에도 김정일에게 충성맹세문을 보냈다"며 송 교수가 북한 노동당 정치국 후보위원임을 거듭 강조했다. 이와 함께 그는 주독일 북한이익대표부 총책임자로 미국에 망명한 김경필의 '대북 보고문'이라는 문건과 "국정원이 갖고 있다"는 디스켓 사진을 공개했다.
정 의원은 "김경필은 지난 97년 2월 22일 북한에 보낸 보고문에서 송씨가 찾아와 '황장엽이 내가 (송두율) 우리 당 지도기관 성원임을 알고 있는가'라고 물어왔으니 지침을 달라고 했고, 이어 3월 12일 '황장엽이 당 중앙 지도위원 성원임을 모를 것으로 판단하니 모략선전이라고 강하게 반박하라'는 회신을 받았다"고 주장했다. 그는 "김경필은 지난 97년 4월 3일 문건에서는 송두율이 남북해외학자 통일학술학회 참석 여부를 물은 데 대해 '남조선 괴뢰들이 정세를 긴장시키고 있으니 더 두고보자'는 김정일 위원장의 친필 지시를 전달했다고 밝혔다"면서 "그런데도 송두율이 간첩이 아니라고 생각하느냐"고 강금실 장관을 추궁했다. 그는 "운동권 출신 의원 혼자 북에 보내지 마라"며 열변을 토했다. 

### 국가정보원 인사 문제 폭로

#### 인사 부작용 의혹
2005년 7월 정형근은 국가정보원의 인사에 문제가 있다고 지적하고, 부당한 인사 조치가 있었다며 의혹을 제기하였다. 그는“법무부의 소병철 부장검사가 DJ 정부 때 이종찬 국정원장과 함께 국정원에 들어가 직원 600명을 짜르는 살생부를 만들었다”며 “김 후보자가 이번에 소 검사를 국정원에 데리고 간다는 소문도 있다”고도 했다. 이에 대해 소병철 부장검사는 “완전한 사실 무근”이라고 했다. 김승규 후보자도 “소 부장을 데려갈 계획이 없다”고 했다. 이종찬 전 원장 당시 국정원에 근무했던 고위 관계자는 “600명은 대충 맞지만, 과거 북풍 등 공작정치에 가담했던 직원들을 국정원 개혁 차원에서 물갈이한 것이며 주로 인사담당들이 했다”고 말했다. 그러나 정형근은 이 주장을 변명이라며 계속 의혹을 제기하였다. 한편 그의 강력한 의혹 제기로 한때 국정원의 고위 직의 물망에 올랐던 법무부 일부 검사들의 국정원 영입설은 그대로 백지화되었다.
2005년 7월 정 의원은 “해고된 직원이 국정원을 상대로 제기한 소송을 법무법인 화우에 6억원을 주고 맡겼다는데 맞느냐”고도 물었다. 화우는 2004년 노무현 대통령 탄핵심판 때 핵심 역할을 했고, 노 대통령 사위가 근무하는 등 관심의 초점이라고 덧붙였다.

#### 특정지역 출신 특혜 의혹
2005년 정형근은 당시 국가정보원장 인사청문회에서 국가정보원 내 특정지역 인사에 대한 특혜성 인사 의혹을 제기하였다. 김승규 국가정보원장 인사청문회에서 정형근은 김대중 정부 시절 국정원이 특정지역 출신 수험생에게 가산점을 준 사실이 뒤늦게 드러났지만, 고영구 원장이 이를 덮었다고도 했다. 김승규 후보자와 일부 담당자들이 반발하였지만 정형근은 김대중 정권 때 특정지역 출신에게 특혜를 준 것에 대해 계속 의혹을 제기하였다.
정형근은 또 고영구 원장의 한 대학 후배가 정부 부처에서 인사 특혜를 받고 있다고 지적하기도 했다. 이에 대해 청문회장에 배석한 국정원 관계자는 “그런 일은 없는 것으로 안다”고 밝혔다. 그러나 정형근의 의혹 제기는 4년만에 사실로 확인되었다. 국가정보원에서 특정지역 출신에게 특혜를 준 것은 후일 국정원 직원 김기삼의 폭로로 사실로 밝혀졌다.

### 사회 단체 활동
2006년 7월 11일 한나라당 제8차 전당대회에서 5위로 최고위원에 당선되었다. 17대 국회 재직 중 정형근은 한나라당 기획위원회 위원장과 당무위원회 위원을 맡았으며, 국회 상임위 활동으로는 국회 보건복지위원회 위원, 국회 정보위원회 위원이 되고 국회 정보위원회에서는 간사로 선임되었다. 2006년 잠시 한나라당 최고위원을 지내기도 했다.
2007년 한나라당 대통령선거대책위원회 부위원장을 맡았다. 그러나 2008년 3월 13일 제18대 총선 한나라당 공천 심사에서 후배인 박민식에 밀려 탈락했다. 이후 법무법인(유) 에이스에서 변호사로 활동하였다.
2008년 9월 22일 국민건강보험공단 이사장에 취임하였다. 2011년 9월 16일 3년 임기를 마치고 국민건강보험공단 이사장에서 퇴임하였다. 9월 30일 정관용 교수와의 대담에서 공공의료기관 확충, 공공의료 보장성 강화와 총액계약제 도입을 주장했다. 2011년 12월에는 뉴라이트전국연합 상임의장을 역임하기도 했다.

## 상훈 경력
- 1982년 검찰총장 표창장
- 1986년 보국훈장 천수장
- 1991년 보국훈장 국선장
- 1993년 보국훈장 국선장

## 저서 및 역서

### 저서
- 《21세기 동북아 신국제질서와 한반도》 (2007)
- 《국제테러의 법적 규제에 관한 연구》(1992)

### 논문
- 한총련 사태와 정부와 국민의 대응방안

### 번역서
- 커트 젠트리, 《존 에드거 후버》(전2권, 정형근 옮김, 고려원, 1992)
- 《고르바초프, 8월의 쿠데타》(1992)
- 《보리스 옐친》(1992)
- 《조작된 신화, 존 에드거 후버》(1995)
- 《넥스트 워》(1997)

## 학력
- 1958년 동신초등학교
- 1961년 경남중학교
- 1964년 경남고등학교
- 1968년 서울대학교 법과 대학 법학과 졸업
- 1975년 서울대학교 대학원 법학국제법학 석사
- 1980년 미국 미시간 대학교 대학원 법학, 형사법학 석사
- 1981년 미국 국립소방학교 1년 수료
- 1991년 서울대학교 대학원 법학 박사
- 고려대학교 언론대학원 최고위언론과정 수료

## 가족 관계
- 부인 : 최명진(1947년 9월 29일 ~ )
  - 아들 : 1남
  - 딸 : 2녀

## 논란과 의혹

### 박종철 사건 관여 논란
박종철 고문 치사 사건에 관련되었다는 의혹이 있다. 오마이뉴스의 취재진들에 의하면 '정형근 의원이 박종철 사건에 어느정도 개입했는지 잘 모르'지만, 박종철 사건 은폐를 위한 관계기관대책회의에 실무책임자로 관여했다'는 것이다.
한편 언론인 오연호는 1998년 잡지 월간 말지에 '정형근 의원은 박종철 고문치사 은폐조작의 실무총책'이라는 의혹을 담은 보고서를 발표하기도 했다.

### 고문 행위
5공 시절 고문왕으로 이근안이 유명했다면 6공 들어서는 정형근이 자주 입에 오르내렸다. 심진구씨 및 민족민주혁명당 사건 관련자 허영옥씨 등이 정형근이 고문현장에서 고문을 지휘했다는 진술을 한 바 있다. 또한 민족해방애국전선 사건 관련자 양홍관씨는 2004년 12월 14일 가진 기자 간담회에서 정형근으로부터 성기 고문을 당했다고 주장하기도 했다. 2001년 1월 30일 검찰은 이른바 '서경원 의원 밀입북 사건'과 관련 당시 야당 총재였던 김대중 전 대통령이 서씨로부터 북한 공작금 1만불을 받은 사실이 없다고 최종 결론을 내리면서 과거 검찰 수사 조작되었음을 시인했다. 검찰은 당시 서씨의 진술이 수사 당국의 고문에 의한 허위 자백임을 밝혀냈고 고문을 지휘한 자가 안기부 대공 수사국장이었던 정형근임을 밝혔다.
양홍관은 2004년 12월 13일 낮 KBS 라디오 시사프로그램 <라디오 정보센터 박에스더입니다>에 출연해 정형근 의원을 "막대기를 가지고 제 성기 귀두를 친다든가 이런 식의 고문까지 자행했던 장본인"으로 지목했다. 이에 앞서 양홍관은 이날 오전 SBS 라디오 시사프로그램 <하남신의 SBS 전망대>와의 인터뷰에서도 "안기부에 들어가면 일단 옷을 벗기고, 성기고문까지 하고 손가락에 막대기를 끼우고 돌렸다"고 주장했다.
정형근은 고문 혐의로 10건 가까히 피소되었으나 용케 법의 심판을 비켜나갔다. 무려 23차례의 검찰의 소환에 불응하였고, 검찰이 긴급 체포권을 발동해 체포하려 했으나 국회의원 면책권 및 당시 한나라당의 철저한 비호아래 소환이 무산되었다.

#### 낙선단체 조직
그에 대한 낙선운동으로 끝나지 않고 정형근 낙선 단체가 조직되기도 했다. 1999년 3월 10일 '고문국회의원 정형근을 심판하는 시민모임준비위원회'가 결성되고 기자회견을 가졌다. 고문단에는 이돈명 변호사, 박용길, 배은심 유가협 회장, 임기란 민가협 회장 등이, 이사로는 김승훈 신부, 양묘순 수녀, 진관 스님, 민족정기구현회 권중희 회장 등이 참여했다.
고문을 직접 당했다는 서경원을 포함, 이돈명 변호사, 김승훈 신부 등을 중심으로 '고문국회의원 정형근을 심판하는 모임'이 만들어졌다. 민주노총은 2004년 12월 16일에 '국가보안법 철폐와 고문배후 진상규명을 위한 투쟁계획'을 발표하면서 "안기부의 고문수사의 배후 조종자로 지목되고 있는 정형근을 제명시켜야 한다"라고 요구한 뒤 "민주노총 부산본부를 중심으로 정형근 구속수사 촉구운동을 전개하겠다"라고 선언했다. 또한 '국가보안법 철폐연대'는 "이미 드러난 정형근 의원의 고문 가해행위가 부족하다면 정 의원이 구체적으로 행한 고문 사례를 다시 폭로할 것"이라며 "그가 피해자들에게 무릎꿇고 사죄하고, 용서를 구하는 그날까지 그의 과거 고문행위를 폭로하는 행위를 멈추지 않겠다."라고 밝혔다.
언론 역시 정형근 의원이 관여한 여러 사건에서 "불법의 문턱을 쉽게 드나든 것"에 대한 문제제기와 더불어 "진솔하고 당당하게 입장을 밝힐 필요가 있다."고 주장하기도 했다. 2005년 1월 31일에는 정형근의 선거구였던 부산 북구 만덕2동 그린코리아아파트 앞에서 국가보안법폐지부산국민연대가 '정형근에 의한 고문피해자 증언대회'를 개최했다.

### 묵주 사건
2005년 국회의원 재직 당시에 40대 여인과 몇 시간 동안 호텔 방에 있었고 여인의 남편이 찾아와서 다툰것이 언론에 소개가 되었다. 그 당시 정의원이 40대 여인과 만난것은 자신이 주문한 필리핀산 묵주를 받기 위해서라고 하였고, 네티즌들은 “묵주를 받는데 왜 하필 호텔방에서 몇 시간이나 걸리느냐?”란 의문을 제기하였고, 정형근 의원은 '묵사마'란 별명을 얻게 되었다.

## 기타
제34회 사법시험에 합격하고 사법연수원을 24기로 수료한 경희대학교 출신 동명이인의 변호사 정형근도 있다.

## 역대 선거 결과
|  | 60.08% |

|  | 76.56% |

|  | 51.15% |

## 같이 보기
| - 국가안전기획부 - 유엔 인권위원회 - 옷로비 사건 - 한총련 - 전두환 - 노태우 - 이근안 - 노덕술 - 유시민 - 이종찬 - 이회창 - 권영해 - 김용갑 - 노무현 - 이건개 | - 강준만 - 박종철 고문 치사 사건 - 신한국당 - 김영삼 - 김기섭 - 강삼재 - 김무성 - 김문수 - 손학규 - 오연호 - 오세훈 - 홍준표 |

## 관련 저서
- 강준만, 《사람들은 왜 분노를 잃었을까》 (인물과사상사, 2000)
- 박원순, 《고문의 한국현대사 야만시대의 기록 1:아무도 기록하지 않는 역사》 (역사비평사, 2006)
- 양홍관, 《생명 꽃 피어나는 소식》 (한길, 2007)
- 윤창중, 《만취한 권력》 (해맞이, 2007)
- 김환태, 《구국전선 5》 (글힘, 1999)

## 관련 자료
- 테마특집·대선 정보전쟁 > 단독공개 >> 국정원 비파일 충북IN 뉴스 2002년 10월 11일자
- '고문 논란' 정형근 전 의원, 공공의료 전도사로?
- 양홍관,"정형근이 직접 성기고문" 주장 프레시안
- 정형근, "고문조작설 주장하는 자 버릇 고치겠다" 프레시안 2003.12.14
- 정형근, 인선과정 손금보듯 폭로 조선일보 2005.07.05